# انتخابات در افغانستان

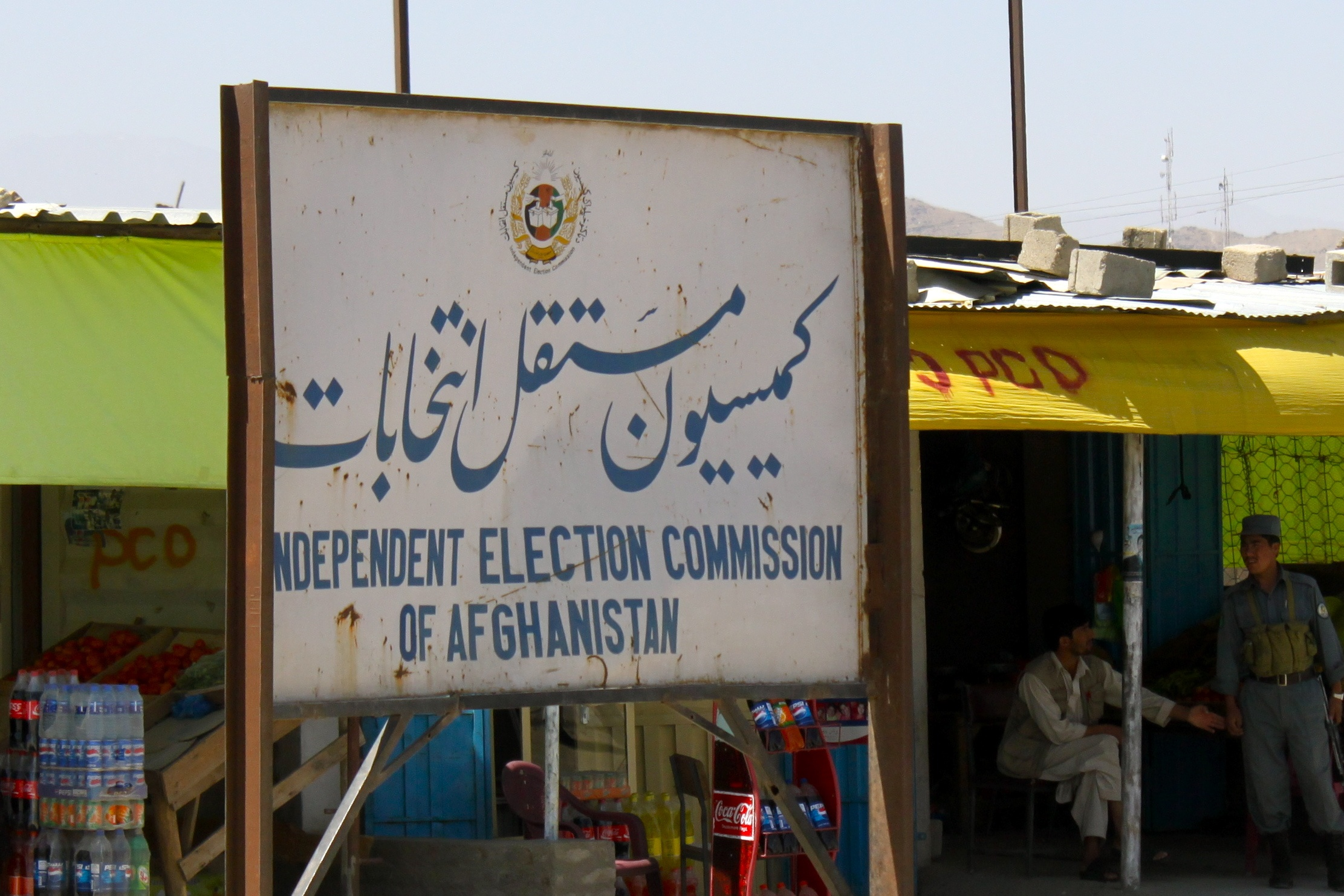
کمیسیون مستقل انتخابات افغانستان

انتخابات در افغانستان (انگلیسی: Elections in Afghanistan) همچون انتخابات پارلمانی و ریاست‌جمهوری به صورت مستقیم، عمومی و با رای سری صورت می‌گیرد. برای انتخاب نمایندگان پارلمان و رئیس‌جمهوری به ترتیب از نظام انتخاباتی تک‌رأی غیرقابل انتقال و سیستم انتخاباتی دو مرحله‌ای کار گرفته می‌شود.
نقش نهادهای بین‌المللی در تأمین بودجه انتخابات در افغانستان بسیار برجسته است. در انتخابات پارلمانی سال ۱۳۹۷ حدود ۹۰ درصد از بودجه مجموعی این انتخابات از سوی نهادهای بین‌المللی تأمین شده بود.